# تود كيد
تود كيد (بالإنجليزية: Todd Kidd) (مواليد 15 أبريل 1985) هو ملاكم أسترالي، مثّل بلاده في الألعاب الأولمبية الصيفية 2008.

## روابط خارجية
تود كيد على موقع أوليمبيديا (الإنجليزية)
- تود كيد على موقع اللجنة الأولمبية الأسترالية (الإنجليزية)
- تود كيد على موقع دورة ألعاب الكومنولث 2006 (مؤرشف) (الإنجليزية)